# Метаморфічні сланці
Метаморфі́чні сла́нці (рос. метаморфические сланцы, англ. metamorphic schists; нім. metamorphische Schiefer m pl) — сланці, які займають проміжне положення між кристалічними сланцями та глинистими сланцями. Утворюються при метаморфізмі осадових і вулканічних гірських порід в умовах т. зв. зеленосланцевої формації на відносно малих глибинах. До них належать філіти, хлоритові і деякі зелені сланці.